# Centre de hockey de Kwandong
 (avril 2025).
Le Centre de hockey de Kwandong (en coréen : 가톨릭 관동대학교 아이스하키II 경기장 (Stade de hockey sur glace II de l'Université catholique de Kwandong) ) est un équipement sportif de Gangneung, en Corée du Sud. Il est installé sur le domaine de l'université catholique Kwandong.
Le centre dont la construction a commencé en 2014 a été terminée en février 2017 pour accueillir les épreuves de hockey des Jeux olympiques d'hiver de 2018. Il a une capacité de 6 000 places.